# Caren Hagner
Caren Hagner (* 1963 in Heilbronn) ist eine deutsche Physikerin. Sie ist Professorin an der Universität Hamburg und arbeitet auf dem Gebiet der Neutrinophysik, einem Untergebiet der Teilchenphysik.

## Leben
Caren Hagner wurde 1963 in Heilbronn geboren. Sie studierte ab 1982 Physik an der Technischen Universität München. Ihre Diplomarbeit machte sie 1988 bis 1989 bei Rudolf Mößbauer. Ebenfalls an der TU München wurde sie 1994 bei Franz von Feilitzsch promoviert.
Nach einem Aufenthalt als Postdoc in Frankreich am Forschungszentrum des Commissariat à l’énergie atomique et aux énergies alternatives (CEA) in Saclay bei Paris und einer weiteren Postdoktorandenstelle am Physik-Department der TU München 1997 bis 1999 ging sie im Jahr 2000 in die USA, wo sie an der Universität Virginia Tech in Blacksburg (Virginia) eine Stelle als Assistant Professor annahm. 2004 kehrte sie nach Deutschland zurück und trat eine Professur am Institut für Experimentalphysik der Universität Hamburg an.

## Forschung
Caren Hagner befasst sich seit ihrer Diplomarbeit bei Rudolf Mößbauer mit der Neutrinophysik. Die von ihr geleitete Forschungsgruppe in Hamburg arbeitet am OPERA-Experiment in den unterirdischen Labors des Gran Sasso in Italien, ebenso am gleichfalls dort beheimateten Borexino-Experiment. Die Gruppe ist auch beteiligt am ebenfalls unterirdischen Neutrinoobservatorium JUNO (Jiangmen Underground Neutrino Observatory) in China und an den geplanten Experimenten COBRA zum Nachweis des neutrinolosen Doppelbeta-Zerfalls in CdZnTe-Kristallen und LENA (Low-Energy Neutrino Astronomy), das mit einem unterirdischen 50 Kilotonnen-Flüssigszintillator das Neutrinosignal von Quellen wie unserer Sonne hochaufgelöst untersuchen soll.